# Ștefan Pașca
Ștefan Pașca (n. 20 martie 1901, Crișcior, județul Hunedoara – d. 6 noiembrie 1957, Cluj) a fost un lingvist și filolog român, membru corespondent al Academiei Române.

## Biografie
A urmat Gimnaziul din Brad, iar studiile liceale la Blaj, Brașov și Orăștie. Licențiat al Facultății de Litere și Filosofie din Cluj (1925). Și-a susținut doctoratul în lingvistică la Universitatea din Cluj, în 1927, cu teza de lexicologie și dialectologie intitulată Terminologia calului: părțile corpului, lucrare publicată, în 1928, în revista „Dacoromania”. Devine bursier al Școlii Române din Roma (1927–1929), unde se specializează în onomastică. Cercetările pe care le întreprinde în Sardinia se vor concretiza într-un solid studiu consacrat antroponimiei medievale italiene. Reîntors la Cluj, este, mai întâi, asistent și docent de onomastică, apoi lector de limba italiană, iar din 1938 conferențiar de dialectologie. În 1941, îi succede lui Nicolae Drăganu, ca profesor titular, la Catedra de limba și literatura română veche. Din 1946, va fi șeful Catedrei de limba română a Universității clujene.  Director al Muzeului Limbii Române (1945), director adjunct al Institutului de Lingvistică al Academiei Române (1955), decan al Facultății de Filologie din Cluj. Concomitent, este angrenat în munca de cercetare din cadrul Muzeului Limbii Române, întemeiat și condus de Sextil Pușcariu, unde colaborează la elaborarea Dicționarului limbii române. Participă la lucrările Atlasului lingvistic român, partea a II-a, realizat de Emil Petrovici, prin  conceperea unor chestionare și efectuarea anchetei dialectale la istroromâni. Preocupările sale științifice se vor axa, în principal, pe două direcții: onomastica și filologia.

## Lucrări publicate
- Glosar dialectal (1928).
- Nume de persoane și nume de animale în Țara Oltului (1936).
- O tipăritură munteană necunoscută din secolul al XVII-lea: Cel mai vechi Ceaslov românesc. Studiu istoric literar și de limbă (1939).
- Va semna numeroase alte studii de specialitate, cu predilecție, în „Dacoromania“, dar și în revistele „Transilvania“, “Ephemeris Dacoromana”, „Societatea de mâine”, „Țara Bârsei”, „Gând românesc”, „Studii italiene”, „Langue et littérature”, „Cercetări de lingvistică” ș. a.

## Premii
- Premiul „Ion Heliade Rădulescu” al Academiei Române (1936)

## Afilieri
- Membru corespondent al Academiei Române